# Lithilaria ossicolor
Lithilaria ossicolor là một loài bướm đêm thuộc họ Erebidae. Nó được tìm thấy ở Úc.
Sải cánh dài khoảng 30 mm.